# ماجراهای شرلوک هلمز (مجموعه تلویزیونی)
ماجراهای شرلوک هلمز (به انگلیسی: The Adventures of Sherlock Holmes) یک مجموعه تلویزیونی بریتانیایی است که بر اساس شخصیت داستانی شرلوک هلمز، در کمپانی گرانادا تلویزیون تهیه شده و در سال‌های ۱۹۸۴–۱۹۹۴ از کمپانی آی‌تی‌وی گرانادا و از شبکه ITV بریتانیا پخش می‌شد. در این مجموعه جرمی برت در نقش شرلوک هلمز بازی می‌کند.او به خاطر بازی در این نقش لقب بهترین شرلوک هلمز تاریخ را از آن خود کرد.این مجموعه خاطره‌انگیز از دیدگاه سایت معتبر بانک اطلاعات اینترنتی فیلم‌ها یا IMDb عنوان ۷۳ امین سریال برتر دنیا را به خود اختصاص داده‌است. همچنین جزو ۱۰۰ سریال برتر تاریخ از نگاه مجله ایمپایر نیز می باشد. دکتر واتسون به عنوان نوعی شخصیت کاملاً صالح به تصویر کشیده شده‌است. در ابتدا، واتسون توسط دیوید برک به تصویر کشیده شد. بورک در سال اول سریال ماجراها قبل از عزیمت به عضویت شرکت رویال شکسپیر ظاهر شد. او توسط ادوارد هاردویک جایگزین شد که نقش واتسون را برای بقیه اجرا بازی می‌کرد.
این مجموعه از هفت فصل ساخته شده‌است. عنوان فصل اول و دوم ماجراهای شرلوک هلمز است. عنوان فصل سوم و چهارم بازگشت شرلوک هلمز می‌باشد. عنوان فصل‌های پنجم و ششم و هفتم خاطرات شرلوک هلمز است. برنامه این بود که تمام داستان‌های شرلوک هولمز ساخته شود ولی به دلیل مرگ ناگهانی جرمی برت این پروژه ناتمام ماند.

## داستان
شرلوک هولمز و همکارش دکتر واتسون که در آزمایشگاه دانشگاه توسط استامفورد با هم آشنا شدند (طبق داستان اتود در قرمز لاکی)، دوشادوش هم در ماجراهای اسرارآمیز پلیسی و به دام انداختن آدمکشان دست اندرکارند. این مجموعه تلویزیونی بر اساس یک مجموعه داستان کوتاه و چندین رمان از سر آرتور کانن دویل تهیه شده‌است.

## بازیگران
| بازیگر         | شخصیت            | فصل‌ها                | فصل‌ها             | فصل‌ها                | فصل‌ها             |
| بازیگر         | شخصیت            | ماجراهای شرلوک هولمز | بازگشت شرلوک هلمز | پرونده‌های شرلوک هلمز | خاطرات شرلوک هلمز |
| -------------- | ---------------- | -------------------- | ----------------- | -------------------- | ----------------- |
| جرمی برت       | شرلوک هلمز       | اصلی                 | اصلی              | اصلی                 | اصلی              |
| دیوید برک      | دکتر واتسون      | اصلی                 | Does not appear   | Does not appear      | Does not appear   |
| ادوارد هاردویک | دکتر واتسون      | Does not appear      | اصلی              | اصلی                 | اصلی              |
| روزالی ویلیامز | خانم هادسون      | دوره‌ای               | دوره‌ای            | دوره‌ای               | اصلی              |
| کالین جیونز    | بازرس لستراد     | مهمان                | دوره‌ای            | فرعی                 | Does not appear   |
| چارلز گری      | مایکرافت هولمز   | مهمان                | مهمان             | Does not appear      | فرعی              |
| اریک پرتر      | پروفسور موریارتی | فرعی                 | مهمان             | Does not appear      | Does not appear   |
| گیل هانیکات    | آیرین آدلر       | مهمان                | Does not appear   | Does not appear      | Does not appear   |

## قسمت‌ها
- فصل اول: ماجراهای شرلوک هلمز (۱۹۸۵ – ۱۹۸۴)
- رسوایی در بوهم
- مردان رقصان
- عهدنامهٔ دریایی
- دوچرخه‌سوار تنها
- مرد پشت خمیده
- طناب خال خالی
- یاقوت آبی
- راش‌های مسی/آلش‌های سرخ
- مترجم یونانی
- معمار نوروود
- بیمار مقیم
- انجمن موسرخ‌ها
- مسئلهٔ نهایی
- فصل دوم: بازگشت شرلوک هلمز (۱۹۸۸ – ۱۹۸۶)
- خانهٔ خالی
- مدرسهٔ مذهبی
- لکهٔ دوم
- آیین ماسگِرِیو
- اَبِی گرانج
- مردی با لب کج
- شش ناپلئون
- نشانه چهار
- پای شیطان
- سپیدپیشانی / شعلهٔ نقره‌ای
- عمارت ویستریا
- نقشه‌های بروس-پارتینگتون
- سگ باسکرویل
- فصل سوم (۱۹۹۳ – ۱۹۹۱)
- ناپدید شدن لیدی فرانسیس کارفاکس
- معمای پل تور
- محل قدیمی شاسکومب
- راز درهٔ بوسکومب
- موکل برجسته
- مرد خزنده
- چارلز آگوستوس میلورتون/استاد سیاه نمایی
- آخرین خون‌آشام/خون‌آشام ساسکس
- نجیب‌زاده مجرد (ترکیب شده با داستان مستأجر نقاب زده)
- فصل چهارم: خاطرات شرلوک هلمز (۱۹۹۴)
- خانهٔ سه شیروانی/سه سنتوری
- کاراگاه در حال مرگ
- عینک پنسی طلایی
- دایرهٔ سرخ
- سنگ مازارین (ترکیب شده با داستان سه گری دب)
- جعبهٔ مقوایی